# Vasile Milea
Vasile Milea (Lerești, 1º gennaio 1927 – Bucarest, 22 dicembre 1989) è stato un generale e politico rumeno.

## Biografia
Fu il ministro della difesa di Nicolae Ceaușescu durante la rivoluzione romena del 1989 e fu coinvolto in un'azione di rappresaglia della rivoluzione che costò la vita a 162 persone. Gli eventi sulle circostanze della morte di Milea nella mattina del 22 dicembre 1989 sono poco chiari. Secondo i rapporti ufficiali Milea si suicidò, mentre i membri della sua famiglia dichiararono che fu ucciso dietro l'ordine di Ceaușescu. Un rapporto del 2005 relativo ad un'indagine, compresa di autopsia, concluse che Milea si uccise utilizzando l'arma di un suo sottoposto. Sembra che abbia cercato solamente di rendersi inabile per poter essere rimosso dal proprio ufficio, ma la pallottola colpì un'arteria e morì poco dopo.

## Opere
- Vasile Milea, Victor Atanasiu, România în anii primului război mondial: caracterul drept, eliberator al participării României la război, vol. 2, Ed. Militară, Bucharest, 1987.